# مارتن دی رون
مارتن الکو دی رون (هلندی: Marten Elco de Roon؛ زادهٔ ۲۹ مارس ۱۹۹۱) بازیکن فوتبال اهل هلند است که برای باشگاه آتالانتا بازی می‌کند.

## باشگاهی
از باشگاه‌هایی که در آن بازی کرده‌است می‌توان به اسپارتا روتردام، هیرنفین، آتالانتا و میدلزبورو اشاره کرد.

## تیم ملی
وی همچنین درتیم ملی فوتبال هلند بازی کرده است.